# Supercopa de Chile 2016
La Supercopa de Chile 2016, también conocida como Supercopa Scotiabank de Chile 2016 por razones de patrocinio, fue la 4.º edición de la competición, disputada entre los campeones de la Primera División de Chile y de la Copa Chile, correspondiente a la Temporada 2016 del fútbol chileno. A partir de esta edición, la competición tendrá auspiciador propio y se trata de Scotiabank, el mismo auspiciador del campeonato de la Primera División.
Su organización estuvo a cargo de la Asociación Nacional de Fútbol Profesional de Chile (ANFP), y a ella clasificaron dos equipos: el campeón de Copa Chile 2015 (Universidad de Chile) y el campeón de Primera División (Universidad Católica, Campeón con mejor puntaje en la temporada 2015-16 en la Tabla Acumulada), los cuales disputaron el título en un partido único, en un estadio que fue sorteado por la ANFP.
Se llevó a cabo el 15 de septiembre de 2016, en un Estadio Bicentenario Alcaldesa Ester Roa Rebolledo de Concepción prácticamente lleno. El encuentro terminó 2 a 1 a favor de los cruzados, además, el resultado provocó la salida del argentino Sebastián Beccacece, como entrenador de los azules. Con este título, Universidad Católica aumentó su ventaja sobre Universidad de Chile en las Definiciones del Clásico universitario.

## Reglamento de juego
La competición consistió en un único partido, jugado en cancha neutral, y se disputó en dos tiempos de 45 minutos, esto es un tiempo reglamentario de 90 minutos en total, si hubiese habido empate, se habría definido a través de lanzamientos penales.
Además, se acordó que las tarjetas rojas directas o infracciones graves informadas por el árbitro en su informe, tendrían el castigo aplicado por el Tribunal de Disciplina en el partido siguiente, en cualquiera de las competiciones oficiales que organiza la ANFP, ya sea de Copa Chile o en el Campeonato Scotiabank Clausura 2016-2017.
También se definió que se respetaría el número máximo de cinco extranjeros en planilla y que no existiría obligación en la utilización de jugadores Sub-20, a diferencia de los otros torneos nacionales.

### Criterios de desempate
Si ambos equipos hubiesen terminado empatados en goles, el partido se habría definido a través de tiros desde el punto penal.

## Equipos participantes
Los equipos participantes, al igual que en la primera supercopa, fueron los campeones de los dos torneos más importantes de Chile (Primera División y Copa Chile) y se enfrentarán a único partido, en una ciudad neutral a determinar por la ANFP.
| Equipo               | Ciudad                 | Entrenador          | Vía de clasificación                    |
| -------------------- | ---------------------- | ------------------- | --------------------------------------- |
| Universidad Católica | Santiago (Las Condes)  | Mario Salas         | Mejor Campeón de la Temporada 2015-2016 |
| Universidad de Chile | Santiago (La Cisterna) | Sebastián Beccacece | Campeón Copa Chile 2015                 |

## Partido
| 1          | ARQ        | Cristopher Toselli    |     |
| 4          | DEF        | Cristián Álvarez      |     |
| 2          | DEF        | Germán Lanaro         |     |
| 3          | DEF        | Guillermo Maripán     |     |
| 24         | DEF        | Alfonso Parot         |     |
| 6          | MED        | César Fuentes         |     |
| 23         | MED        | Enzo Kalinski         |     |
| 18         | MED        | Diego Buonanotte      | 84' |
| 19         | DEL        | José Pedro Fuenzalida | 89' |
| 16         | DEL        | Ricardo Noir          | 75' |
| 30         | DEL        | Nicolás Castillo      |     |
| Entrenador | Entrenador | Mario Salas           |     |

| 25         | ARQ        | Johnny Herrera      |     |
| 16         | DEF        | Matías Rodríguez    |     |
| 2          | DEF        | Christian Vilches   |     |
| 4          | DEF        | Alejandro Contreras |     |
| 15         | DEF        | Jean Beausejour     | 87' |
| 14         | MED        | Yerko Leiva         | 68' |
| 21         | MED        | Lorenzo Reyes       |     |
| 22         | MED        | Gustavo Lorenzetti  |     |
| 19         | DEL        | Juan Leiva          |     |
| 10         | DEL        | Gastón Fernández    |     |
| 28         | DEL        | Jonathan Zacaría    |     |
| Entrenador | Entrenador | Sebastián Beccacece |     |

| 9  | DEL | Sebastián Jaime  | 75' |
| 5  | MED | Fabián Manzano   | 84' |
| 29 | DEF | Stefano Magnasco | 89' |

| 7  | MED | Nicolás Maturana | 68' |
| 24 | DEL | Mario Briceño    | 87' |

| Anotado | 41'   | Nicolás Castillo      | 1–0 |
| Anotado | 45+1' | José Pedro Fuenzalida | 2–1 |

| Anotado | 44' | Gastón Fernández | 1–1 |

| Amonestado | 24' | Germán Lanaro |

| Amonestado | 49' | Juan Leiva |

| Árbitro             | Jorge Osorio    |
| Árbitros asistentes | Raúl Orellana   |
| Árbitros asistentes | Edson Cisternas |
| Cuarto Árbitro      | Julio Bascuñán  |

| 1          | ARQ        | Cristopher Toselli    |     |
| 4          | DEF        | Cristián Álvarez      |     |
| 2          | DEF        | Germán Lanaro         |     |
| 3          | DEF        | Guillermo Maripán     |     |
| 24         | DEF        | Alfonso Parot         |     |
| 6          | MED        | César Fuentes         |     |
| 23         | MED        | Enzo Kalinski         |     |
| 18         | MED        | Diego Buonanotte      | 84' |
| 19         | DEL        | José Pedro Fuenzalida | 89' |
| 16         | DEL        | Ricardo Noir          | 75' |
| 30         | DEL        | Nicolás Castillo      |     |
| Entrenador | Entrenador | Mario Salas           |     |

| 25         | ARQ        | Johnny Herrera      |     |
| 16         | DEF        | Matías Rodríguez    |     |
| 2          | DEF        | Christian Vilches   |     |
| 4          | DEF        | Alejandro Contreras |     |
| 15         | DEF        | Jean Beausejour     | 87' |
| 14         | MED        | Yerko Leiva         | 68' |
| 21         | MED        | Lorenzo Reyes       |     |
| 22         | MED        | Gustavo Lorenzetti  |     |
| 19         | DEL        | Juan Leiva          |     |
| 10         | DEL        | Gastón Fernández    |     |
| 28         | DEL        | Jonathan Zacaría    |     |
| Entrenador | Entrenador | Sebastián Beccacece |     |

| 9  | DEL | Sebastián Jaime  | 75' |
| 5  | MED | Fabián Manzano   | 84' |
| 29 | DEF | Stefano Magnasco | 89' |

| 7  | MED | Nicolás Maturana | 68' |
| 24 | DEL | Mario Briceño    | 87' |

| Anotado | 41'   | Nicolás Castillo      | 1–0 |
| Anotado | 45+1' | José Pedro Fuenzalida | 2–1 |

| Anotado | 44' | Gastón Fernández | 1–1 |

| Amonestado | 24' | Germán Lanaro |

| Amonestado | 49' | Juan Leiva |

| Árbitro             | Jorge Osorio    |
| Árbitros asistentes | Raúl Orellana   |
| Árbitros asistentes | Edson Cisternas |
| Cuarto Árbitro      | Julio Bascuñán  |

## Campeón
|                                 |
| Universidad Católica 1.º título |